# Мухтарова, Гульфия Рубиновна
Гульфия Рубиновна Мухтарова (род. 26 октября 1995) — российская самбистка, чемпионка мира, заслуженный мастер спорта , 2 кратная обладательница Кубка Европы, 2 кратная победительница первенств мира по юниоркам, победительница первенства Европы, чемпионка и призёр чемпионатов России. Занимается самбо с 12 лет.

## Спортивные результаты
- Чемпионат России по самбо 2016 — ;
- Первенство России по самбо среди юниоров 2017 года — ;
- Чемпионат России по самбо 2017 — ;
- Чемпионат России по самбо 2020 — ;
- Чемпионат России по пляжному самбо 2021 — ;
- Чемпионат России по самбо 2022 — ;
- Чемпионат России по самбо 2023 — ;
- Чемпионат мира по самбо 2020 года — 1
- Кубок Европы по самбо 2015 года — 1
- Кубок Европы по самбо 2017 года — 1
- Первенство мира по самбо 2014 года — 1
- Первенство мира по самбо 2015 года — 1
- Первенство Европы по самбо 2015 года — 1